# Sydney-Harbour-Nationalpark
Der Sydney-Harbour-Nationalpark (engl. Sydney Harbour National Park) ist ein Nationalpark im australischen Bundesstaat New South Wales. Die Unterschutzstellung des Parks wurde 1975 bekannt gegeben. 1978 bis 1984 wurde das Gebiet mehrfach vergrößert.

## Geografie
Der Nationalpark liegt im Stadtgebiet von Sydney. Er ist etwa 3,93 km² groß. Diese Fläche verteilt sich auf verschiedene Areale rund um den Hafen von Sydney sowie mehrere Inseln, wie z. B. Bradleys Head, Middle und Georges Haeds, North Head, South Head und Harbour Island.

## Vegetation
Etwa 40 % der Fläche werden von Heideflächen eingenommen, die stellenweise wieder durch natürlichen Baumbewuchs überwuchert werden. Etwa 25 % der Fläche – vor allem in geschützten Lagen mit tiefen Böden sind als Waldland zu bezeichnen. Auf weiteren etwa 15 % wachsen Eucalyptuswälder.

## Tierwelt
Im Nationalpark sind vor allem nachtaktive Säugetiere zu finden, unter anderem Graukopf-Flughunde, Großer Langnasenbeutler, Stuart-Breitfußbeutelmaus, die Goldbauch-Schwimmratte, Kusus, Ringbeutler, Ameisenigel und Fledermäuse.
Etwa 150 Vogelarten wurden bisher im Nationalpark beobachtet, 44 brüten hier auch, u. a. Kormoran, Maskenkiebitz, Weißbauch-Seeadler und Graubartfalken. Außerdem gibt es hier eine Brutkolonie der Zwergpinguine.

## Geschichte
Lange bevor Australien eine britische Kolonie wurde, war die Gegend um Sydney Harbour von den Aborigine-Stämmen der Eora, Guringai und Darug besiedelt. Das änderte sich schon bald nach der Ankunft der ersten europäischen Siedler und Häftlinge. Um Platz für die Entwicklung der Kolonie zu machen, wurden die Aborigines immer weiter von ihren traditionellen Siedlungs- und Jagdgebieten verdrängt. Viele starben an bisher bei ihnen unbekannten Krankheiten wie Pocken oder wurden sogar umgebracht. Um die Mitte des 19. Jahrhunderts waren die Aborigines aus der Umgebung von Sydney nahezu verdrängt.